# Myrcia littoralis
Myrcia littoralis är en myrtenväxtart som beskrevs av Dc.. Myrcia littoralis ingår i släktet Myrcia och familjen myrtenväxter. Inga underarter finns listade i Catalogue of Life.